# SdKfz 9
El Sd.Kfz. 9 (Sonder-Kraftfahrzeug, vehículo motor especial) Schwerer Zugkraftwagen 18 t, también conocido como «FAMO», fue un tractor de artillería semioruga en servicio con la Wehrmacht; fue utilizado para remolcar las piezas más pesadas de la artillería alemana, así como también para el mantenimiento y recuperación de vehículos blindados. Desarrollado y utilizado durante la Segunda Guerra Mundial, estuvo en servicio en todos los frentes hasta el final de la guerra.

## Historia y desarrollo
El Sd.Kfz. 9 es con mucho el semioruga más pesado que la Wehrmacht puso en servicio. Este gran semioruga se debió a un requerimiento de la Wehrmacht en 1936 para un tractor de artillería pesada, aunque también se preveía su uso en el mantenimiento, transporte y recuperación de tanques y vehículos blindados.
El primer diseño de este tractor pesado semioruga se debe al ingeniero Heinrich Ernst Kniepkamp del Departamento del Automóviles Militares (Waffenprüfämte 6) en 1933. Sus diseños fueron más tarde entregados a empresas comerciales para su desarrollo y pruebas. La firma Fahrzeug und Motoren-Werke (FAMO) en Breslau recibió en 1935 el contrato para un vehículo semioruga pesado de 18 t. Su primer prototipo basado en los diseños de Kniepkamp, el FM 1 se completó en 1936. Tenía una potencia de 200 cv proporcionados por un motor Maybach HL 98 TUK y solo 7,7 m de largo. El prototipo F 2 aparecido en 1938, tenía el mismo motor, y solo difiere en algunos detalles de su predecesor. El F 3 apareció en 1939 y fue la versión de producción.
El vehículo fue desarrollado y construido por Fahrzeug und Motoren-Werke (FAMO) en Breslau, siendo posteriormente fabricado a partir de 1940 por VOMAG en Plauen y más tarde por Tatra en Nesselsdorf (hoy Kopřivnice).
A principios de la Segunda Guerra Mundial, fue inicialmente utilizado principalmente como remolque de piezas de artillería pesada como el Rheinmetall Haubitze M1 de 355 mm, Krupp 24 cm Kanone 3, 15 cm sFH 18 y 12,8 cm FlaK 40. 
Según avanzaba la guerra y con ella el peso de los tanques, se hizo necesario este semioruga en las unidades de mantenimiento y recuperación de vehículos para el rescate y remolque desde primera línea de blindados averiados o inutilizados por el enemigo o para el transporte de los mismos de un lugar a otro en remolques góndola como los Sd. Ah. 116 o Sd.Ah.220. También se fabricó un nuevo cuerpo superior para los designados como Sd.Kfz 9/1 y Sd.Kfz 9/2, que montaban grúas de 6 y 10 t en el compartimiento de carga y que fueron enviados a las unidades de mantenimiento de tanques a principios de septiembre de 1941. Asimismo en 1940 se montaron en la caja de carga de quince ejemplares un cañón FlaK 8,8 37 ("Acht-Acht", ocho-ocho), con carrocería blindada destinados como antitanques siendo designados como 8,8cm Flak 37 Selbstfahrlafette auf 18t Zugkraftwagen.
El diseño se simplificó en el transcurso de la guerra para reducir costes y el uso de metales estratégicos. Algunos vehículos producidos por Tatra estaban equipados con un motor diésel de 12 cilindros, refrigerado por aire Tipo 103 de 210 cv. Se añadieron grandes palas en la parte trasera del chasis durante la guerra para mejorar la capacidad del vehículo para recuperar los tanques y otros vehículos pesados.

## Variantes
Sd.Kfz. 9/1 Schwerer Zugkraftwagen 18t con grúa de 6 t
Sobre la plataforma trasera se montó una grúa desarrollada por la firma Bilstein con capacidad suficiente para elevar motores de blindados con vista a su reparación y/o cambios, en los talleres avanzados.
Sd.Kfz. 9/2 Schwerer Zugkraftwagen 18t con grúa de 10 t
Variante similar a la anterior, con una grúa de mayor capacidad de carga, de hasta 10 t.
8,8cm Flak 37 (Sf.)  S. Zugkraftwagen 18t
En octubre de 1942 se realiza un encargo para la fabricación de un total de 112 Zugkraftwagen 18t con un montaje Flak 37 de 88 mm. Estaban protegidos en la cabina y parte delantera con planchas de blindaje de 14,5 mm. La plataforma trasera era corrida con laterales abatibles para ampliar el espacio alrededor de la pieza y su mejor manejo por sus servidores; estaba estabilizada con la ayuda de dos apoyos retráctiles a cada lado de la misma, para conseguir una mayor estabilidad de la plataforma al efectuarse el disparo de la pieza. Al parecer, solo se llegaron a construir (julio/septiembre de 1943) entre doce y quince vehículos a cargo de la firma Weserhütte .

## Galería

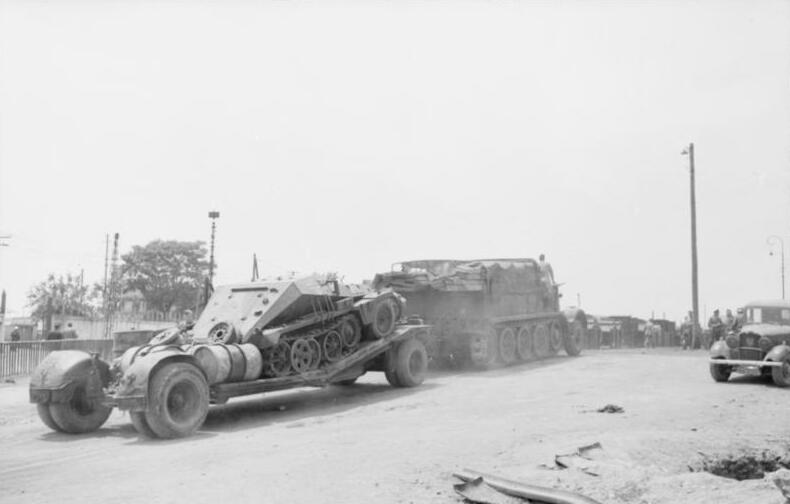
SdKfz.9 y remolque Sd.Ah. 115 con un  Sd.Kfz. 252 leichter gepanzerter Munitionstransportwagen , Creta, mayo de 1941.
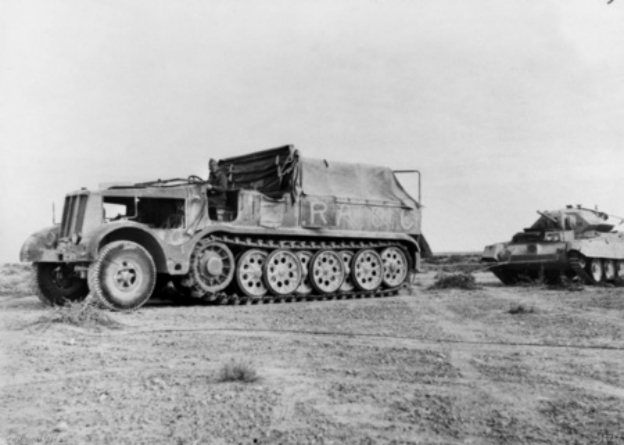
SdKfz.9 capturado remolcando un Crusader, norte de África, marzo de 1942.
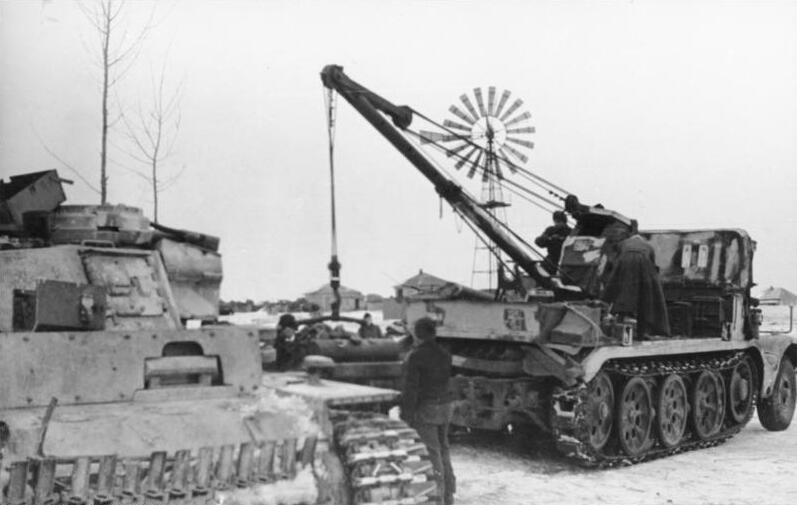
SdKfz.9/1 de recuperación izando el motor de un Panzer III, Rusia, enero de 1943.
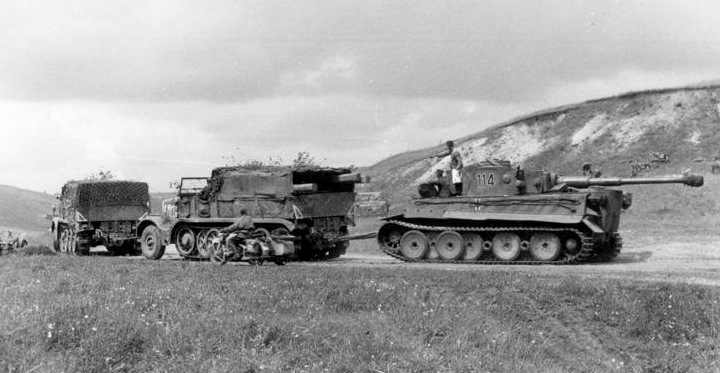
Dos SdKfz.9 remolcando un Tiger I; Rusia Operación Ciudadela, julio de 1943.
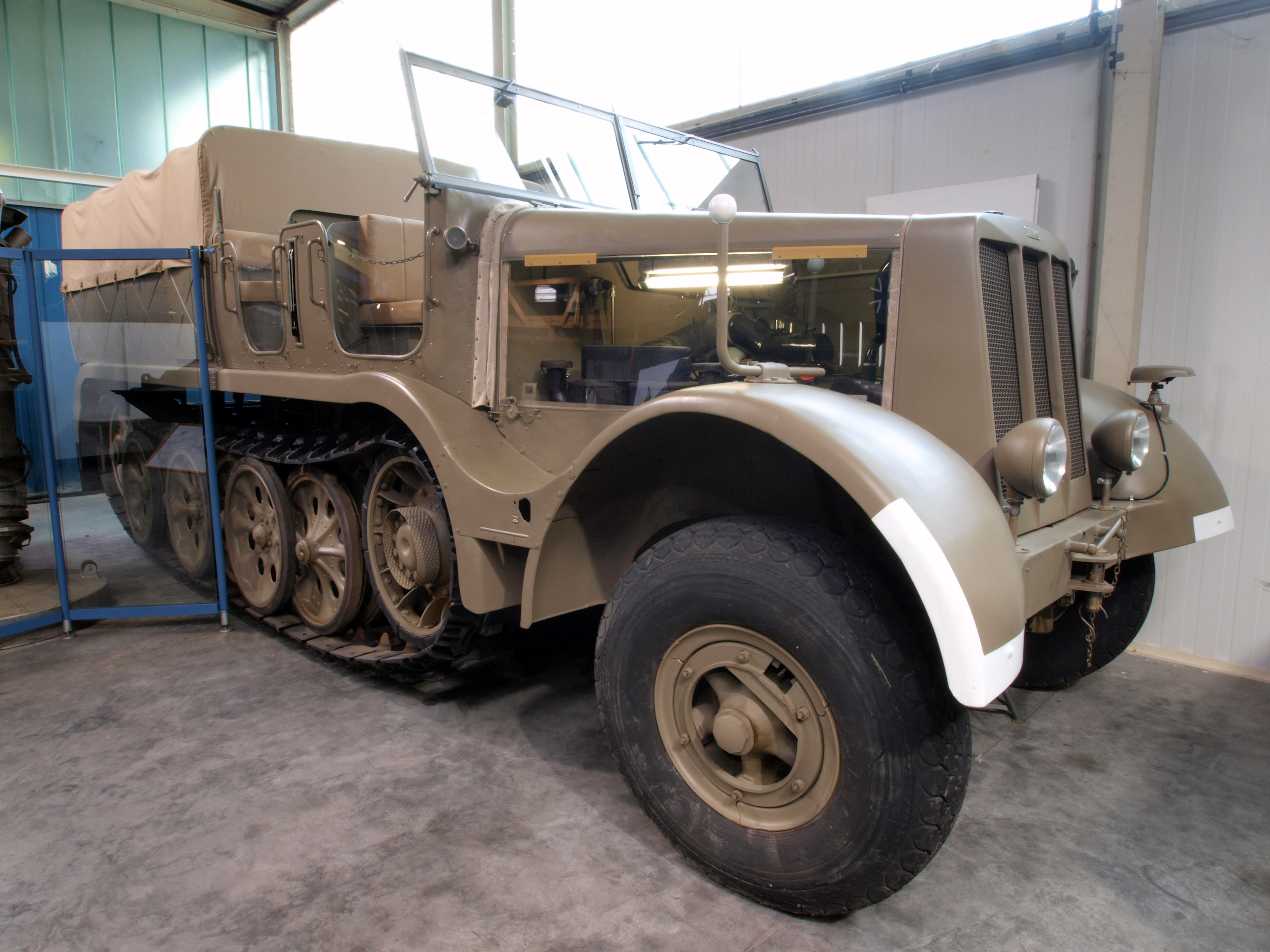
El SdKfz.9 F 3 del Wehrtechnische Studiensammlung, Koblenz.
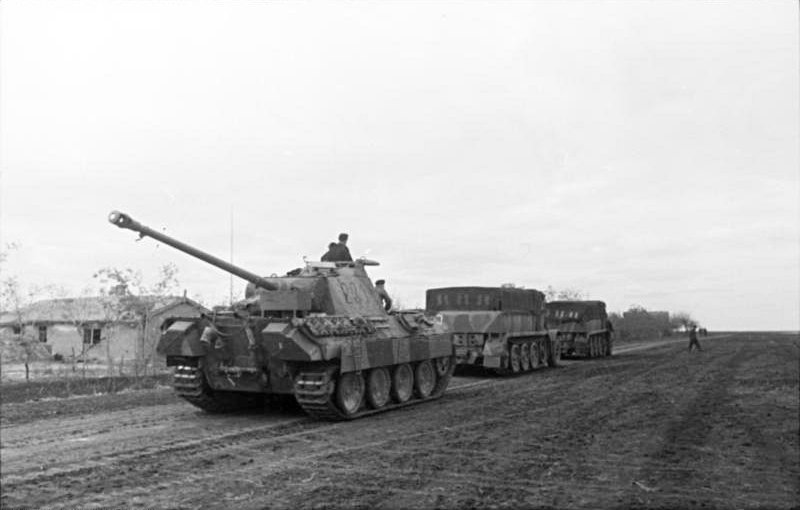
Dos SdKfz.9 remolcando un Panzer V Panther, sur de Rusia, agosto de 1943.
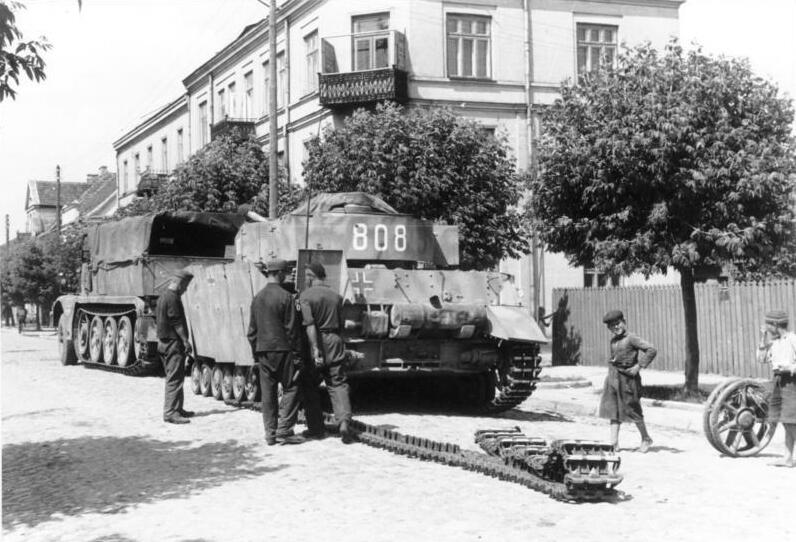
SdKfz.9 y Panzer IV, Rusia, junio de 1944.